# Lisovodî, Horodok
Lisovodî (în ucraineană Лісоводи) este o comună în raionul Horodok, regiunea Hmelnîțkîi, Ucraina, formată numai din satul de reședință.

## Demografie
Componența lingvistică a comunei Lisovodî
     Ucraineană (99,18%)
     Alte limbi (0,62%)
Conform recensământului din 2001, majoritatea populației comunei Lisovodî era vorbitoare de ucraineană (99,18%), existând în minoritate și vorbitori de alte limbi.